# Șendrulești
Șendrulești – wieś w Rumunii, w okręgu Ardżesz, w gminie Cepari. W 2011 roku liczyła 157 mieszkańców.